# Puiatu (Paide)
Puiatu – wieś w Estonii, w prowincji Järva, w gminie Paide, w północnej części kraju.